# Lac des Cordes
Le lac des Cordes est un lac alpin français, situé dans la vallée des Fonts, sur la commune de Cervières (Hautes-Alpes), à l'altitude de 2 446 m. 
C'est un lac facilement accessible en randonnée, enchâssé sous la muraille nord du pic de Rochebrune. Deux itinéraires sont possibles selon que l'on parte du hameau du Bourget (1 950 m) ou du refuge des Fonts de Cervières (2 040 m).

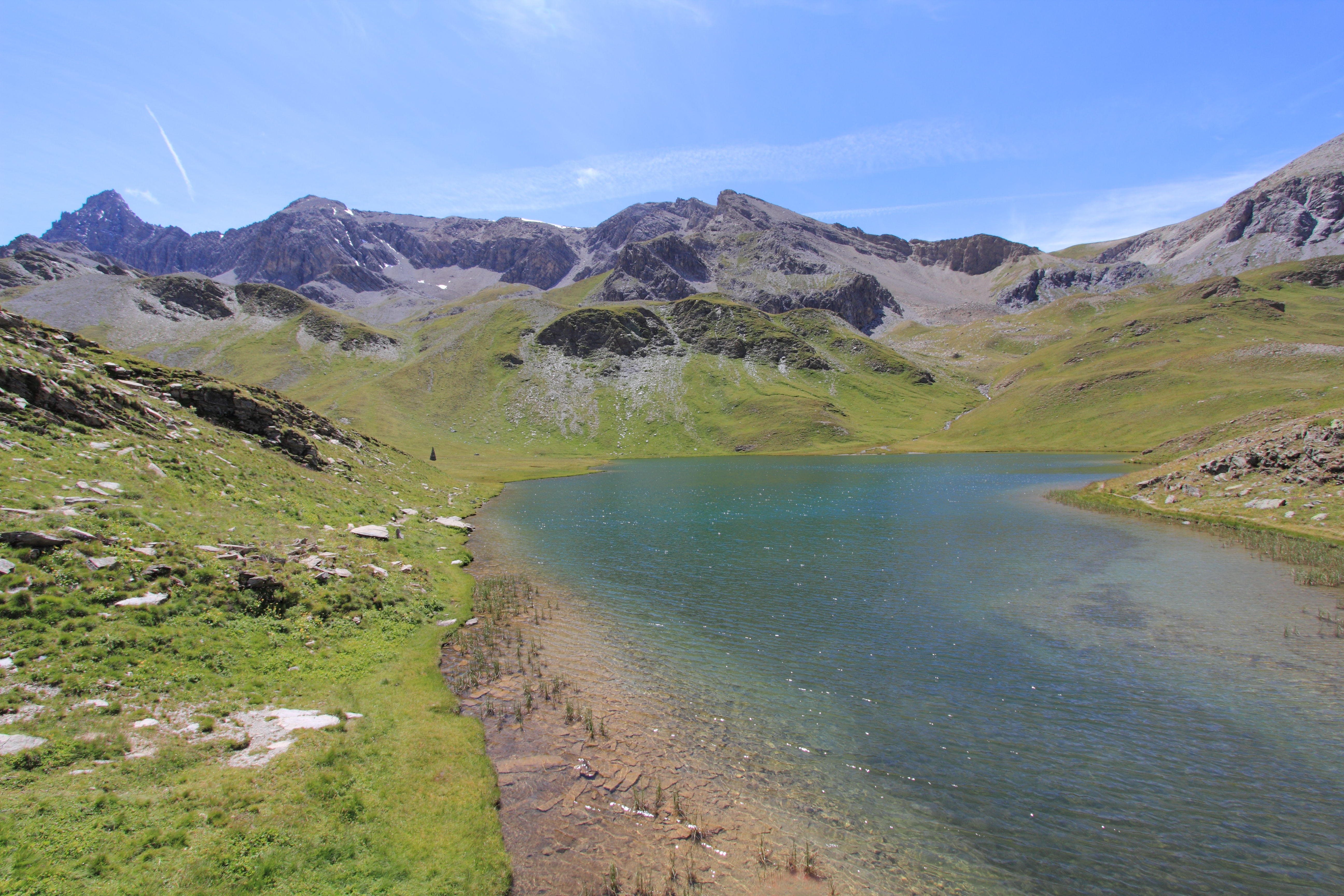
Premier plan : lac des Cordes (2446 m). Arrière-plan à gauche : Pic de Rochebrune (3320 m).